# Slovenj Gradec
Slovenj Gradec (tysk: Windischgrätz  eller Windischgraz, der betyder slovenske graz eller slovenske lille borg) er en by i det nordlige Slovenien, med et indbyggertal (pr. 2005) på ca. 7.700. Byen ligger 65 kilometer nordøst for landets hovedstad Ljubljana.

## Grænseby
Slovenj Gradec ligger i den historiske region Untersteiermark. Byen ligger nogle få kilometer fra grænsen til Østrig. 
Byen har skiftet nationalitet flere gange i løbet af 1900-tallet. Frem til 1918 hørte byen til Østrig-Ungarn, derefter til Kongeriget af Serbere, Kroater og Slovenere. I 1941-45 var byen underlagt Tyskland efter Hitler’s invasion af det meste af Europa. Derefter kom byen tilbage til Jugoslavien. Fra 1991 ligger byen i Slovenien.
Frem til 1918 var byen tysktalende, mens de omkringliggende landsbyer overvejende var slovensktalende. Efter 1918 vandt det slovenske sprog frem. I 1945 blev de tysktalende udvist til Østrig. 
Fyrstefamilien Windisch-Graetz er opkaldt efter byen. 